# Nawell Madani
Nawell Madani (Watermael-Boitsfort, Bélgica, 25 de octubre de 1983) es una actriz, humorista y presentadora televisiva belga. Se hizo conocer en 2012 gracias al Jamel Comedy Club.

## Filmografía[1]

### Cine
- 2012: Ruptures, menaces nocturnes
- 2017: Alibi.com
- 2017: C'est tout por moi

### Televisión
- 2011-2012: Jamel Comedy Club
- 2012: Le Grand Journal
- 2013: Le bureau des affaires sexistes